# 斧山勝
斧山勝（生没年不詳）とは、江戸時代の浮世絵師。

## 来歴
師系・経歴は一切不明。『増訂浮世絵』に「床の前の障子の蔭にて、鼓打つ図あり。芝栗庵蔵人といふ人の狂歌がある」という記述があるのみで、この絵についても現在消息不明である。その名もどう読むべきかわからない。